# Begau
Begau oder die Begau ist eine südöstliche Siedlung der Stadt Alsdorf in der Städteregion Aachen. Sie ist ursprünglich eine Bergmannssiedlung des Typs Ley-Siedlung und wurde nach der damaligen Flur „Auf der Begau“ benannt. Nachbarorte sind Alsdorf-Mariadorf und Alsdorf-Warden.

## Geschichte

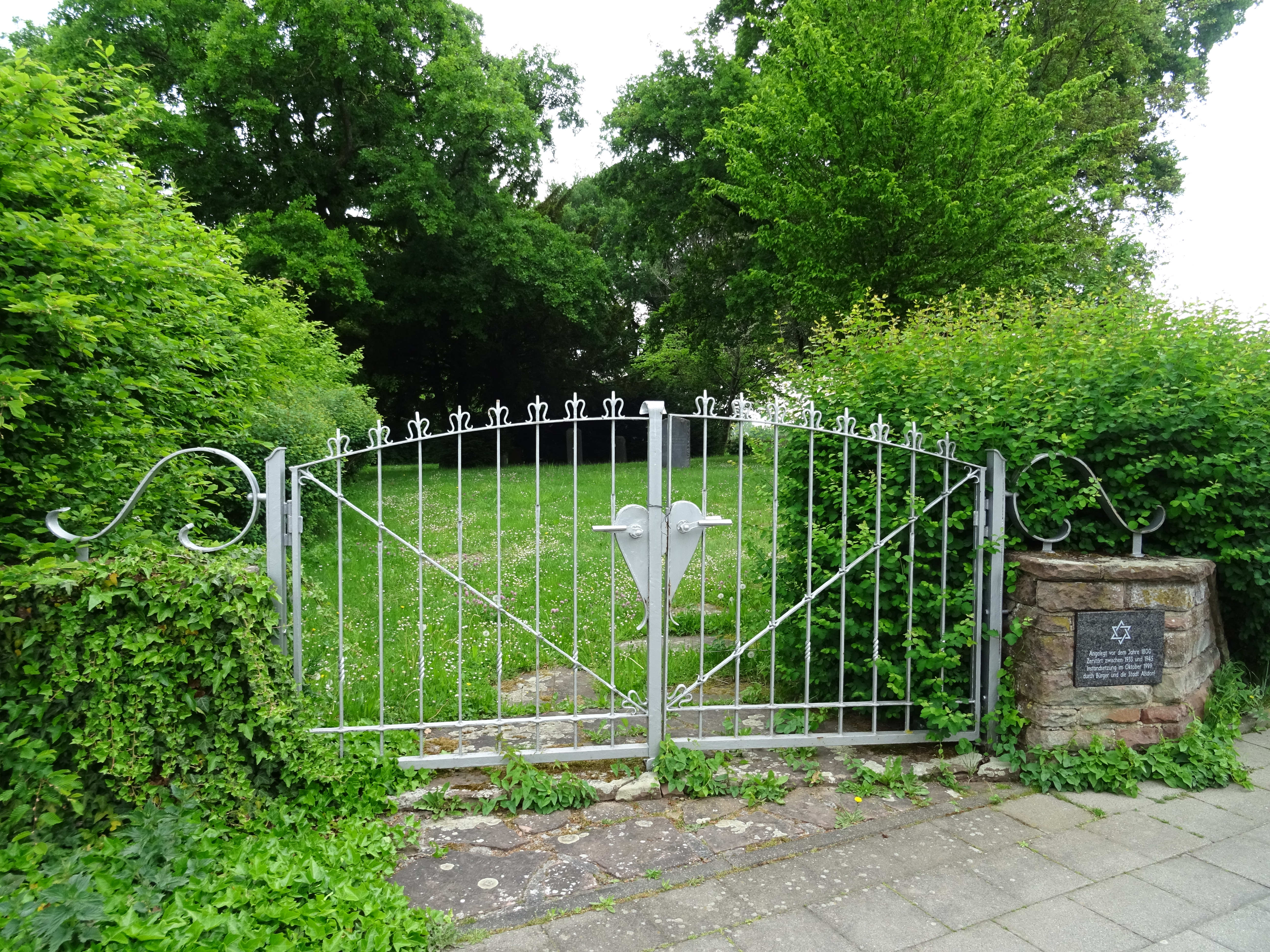
Jüdischer Friedhof Begau

Der Name „Begau“ ist wahrscheinlich eine Zusammensetzung aus Beek und Au. Beek bezieht sich auf den hier ehemaligen Bach, und Au bedeutet Weide, denn die ursprüngliche Heidelandschaft wurde als Viehweide genutzt. Der Straßenname „Begauer Mühlenweg“ im benachbarten Kinzweiler erinnert daran, dass das Gebiet früher größtenteils zu Kinzweiler gehörte.
Die Siedlung Begau war eine der ersten 1934 geplanten Neubaugebiete im Rahmen eines ausgedehnten Siedlungsprogramms für das Wurmrevier und Inderevier im Aachener Steinkohlenrevier. Gebaut wurden zusätzlich sechs Geschäftshäuser, eine sechsklassige, zweigeschossige Schule, welche am 15. April 1936 zu Ostern von 325 Kindern und 6 Lehrkräften bezogen wurde, sowie Wohnungen für Polizisten und Lehrer, jedoch keine Kirche entgegen dem Wunsch der katholischen Bevölkerung.
Februar 1937 wurde eine im Wagenschuppen eines Bauernhofes eingerichtete Notkirche heimlich geweiht, jedoch aus baupolizeilichen Gründen geschlossen, was zu Demonstrationen der katholischen Bevölkerung und der Verurteilung eines Beteiligten führte. Trotzdem ließen die Begauer Katholiken nicht nach, und am 24. April 1937 wurde die Kirche offiziell geöffnet und dem Heiligen Erzengel Michael geweiht. 1941 wurde die Notkirche zu einer Kapelle mit Sakristei und Glockenturm ausgebaut. Am 16. November 1947 wurde die Schützenbruderschaft St. Michael gegründet. Grundsteinlegung zur heutigen Kirche war am 30. August 1953, die Konsekration am 22. Mai 1955. Die 1936 gegründete Rektoratsgemeinde wurde 1960 zur Pfarrvikarie und 1968 zur Pfarre erhoben.
Bemerkenswert ist, dass die Schule mehrfach ihren Namen änderte: 1936 Gemeinschaftsschule Begau (die erste im Landkreis Aachen), 1948 Katholische Volksschule Mariadorf-Begau, 1949 Katholische Pestalozzi-Volksschule Hoengen Ehrenstraße, 1955 Katholische Volksschule St. Michael Hoengen, 1966 Katholische Mittelpunktschule Warden-Begau und 1968 Katholische Grundschule Alsdorf-Begau Ehrenstraße. Sie wurde September 1944 stark zerstört und erst Januar 1951 wiederhergestellt, nachdem der Unterricht über fünf Jahre im Keller stattfinden musste.
Am 1. Januar 1972 wurde die Begau ebenso wie die Gemeinde Hoengen, zu der sie gehörte, nach Alsdorf umgegliedert.

## Verkehr

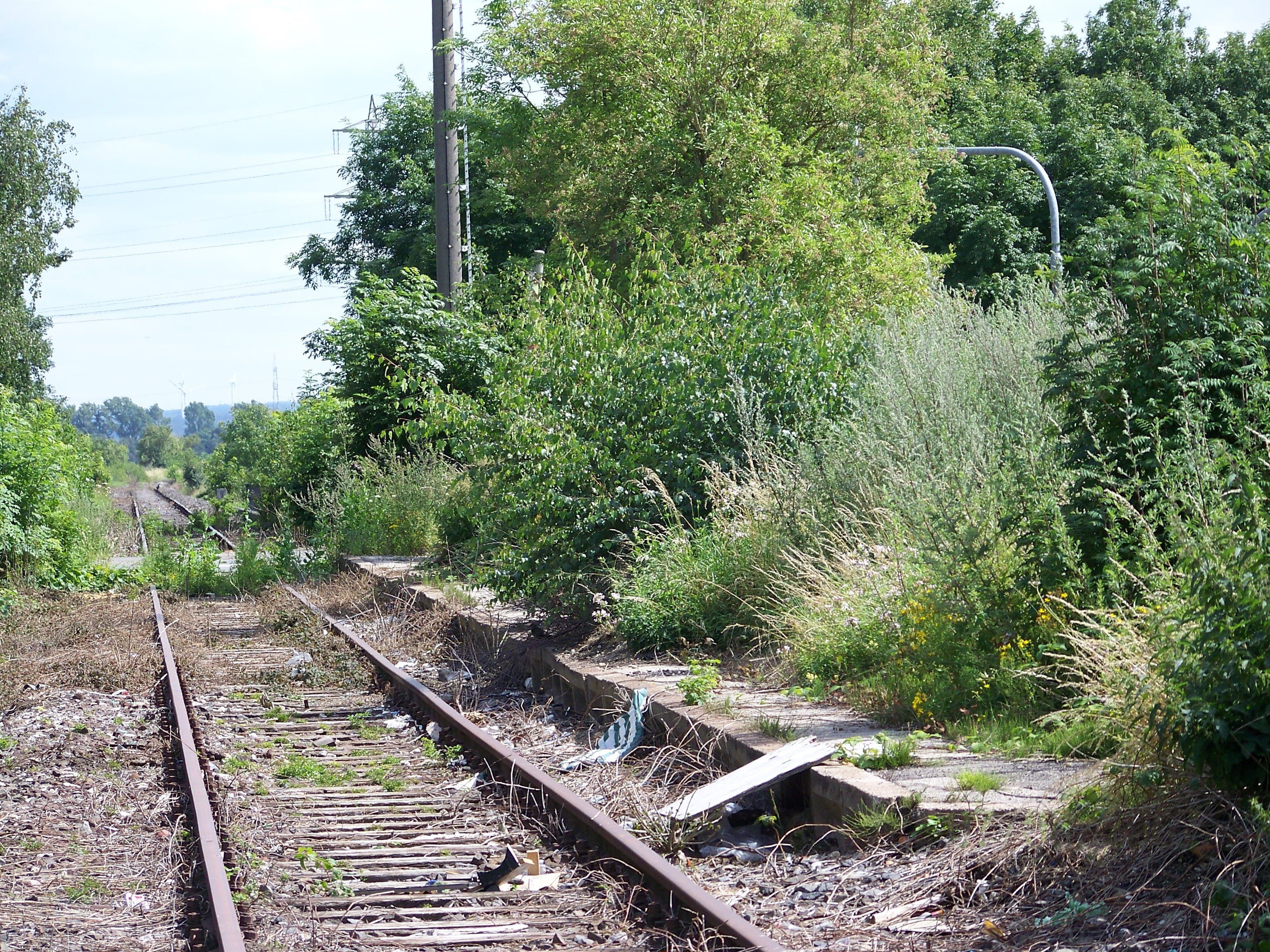
Ehemaliger Haltepunkt Begau auf der Bahnstrecke Herzogenrath – Alsdorf – Stolberg

Die nächsten Autobahn-Anschlussstellen sind „Alsdorf“ auf der A 44 und „Eschweiler-West“ auf der A 4. Außerdem kann man für Fahrten Richtung Kreuz Aachen die Auffahrt Begau zur A 44 an der L 136 ehemalig B 1 nutzen. Bemerkenswert ist, dass über die Autobahn A 44 auf einer Strecke von 800 Metern fünf Autobahnbrücken zur besseren Anbindung der Begau an das übrige Stadtgebiet errichtet wurden.
Die von der ASEAG betriebene Alsdorfer Stadtbuslinie AL6 des AVV verbindet die Begau mit Warden und Mariadorf, von wo Anschlüsse in Richtung Hoengen, Alsdorf-Mitte, Aachen und Jülich bestehen. Die Linien 11, 29, 220 und AL4 fahren durch Begau, aber bedienen nicht die Ortsmitte, sondern die Haltestellen Begau Bahnübergang und Begau Siedlung.
| Linie | Verlauf |
| ----- | --- |
| 11    | Walheim Hasbach – Walheim – Nütheim – Schleckheim – Oberforstbach / Oberforstbach Gewerbegebiet – Lichtenbusch – Waldfriedhof – Burtscheid – Marienhospital – Aachen Hbf – Misereor – Elisenbrunnen – Aachen Bushof – Ludwig Forum – Talbot – Haaren – Würselen Kaninsberg – Weiden – Vorweiden – Linden-Neusen – (Broich –) Broicher Siedlung – Blumenrath – Montanstraße – Mariadorf – Hoengen |
| 29    | (Alsdorf KuBiZ –) Alsdorf-Annapark – Schaufenberg – Siedlung Ost – Blumenrath / Hoengen – Mariadorf |
| 220   | Aachen Bushof – Ludwig Forum – Talbot – Mariadorf – Hoengen – (Bettendorf – Siersdorf –) Schleiden – Aldenhoven – Neubourheim – Jülich Walramplatz – Neues Rathaus – Bahnhof/ZOB – (Krankenhaus – Solar Campus –) (Forschungszentrum Bf RTB ←) Forschungszentrum Jülich |
| AL4   | Mariadorf – Blumenrath – Hoengen – Mariadorf |
| AL6   | Mariadorf – Begau – Warden – Mariadorf |

Die Bushaltestellen „Begau Siedlung“ und „Begau Bahnübergang“ liegen außerhalb des eigentlichen Ortsgebiets von Begau.
Der nächste Bahnhof ist Eschweiler Hauptbahnhof an der Schnellfahrstrecke Köln–Aachen. Ein weiterer Anschluss an das Bahnnetz ist der Euregiobahn-Haltepunkt Alsdorf-Poststraße in Richtung Herzogenrath und Aachen. Bis zur Stilllegung im Dezember 1984 hatte der Ort einen Haltepunkt Hoengen-Begau an der Bahnstrecke Stolberg–Herzogenrath.